# 2K11 Krug
2K11 Krug (russisch Круг Kreis; NATO-Codename: SA-4 Ganef) ist ein mobiler sowjetischer Flugabwehrraketen-Komplex mit zweistufigen radargelenkten Flugabwehrraketen 3M8 und deren Modifikationen, die mit ihren Staustrahltriebwerken hohe Reichweiten erzielten. Der Komplex wurde ab 1967 bei der Sowjetarmee, später auch bei der NVA und den anderen Armeen des Warschauer Pakts eingeführt.

## Entwicklung
Die wachsende Stärke der NATO-Luftstreitkräfte Ende der 1950er-Jahre machte die Schwächen der S-25 immer deutlicher. Man erkannte die Notwendigkeit eines neuen, wirksameren Flugabwehrsystems. Das Ljulew-Konstruktionsbüro entwickelte daraufhin den Komplex 2K11, ein Flugabwehrsystem gegen Ziele in mittleren bis großen Höhen.
Es wurden vier Varianten der 2K11 (3M8, 3M8M, 3M8M1, 3M8M2; später umbenannt in: 9M8, 9M8M, 9M8M1 und 9M8M2) bekannt, die sich nur geringfügig unterscheiden. Im Gegensatz zu den vorherigen sowjetischen Flugabwehrraketen (S-25, S-75, S-125) handelte es sich beim 2K11 Krug um ein mobiles Flugabwehrsystem, bei dem sowohl die beiden Raketen als auch das H-Band-Feuerleitradar „Pat Hand“ auf einem Kettenfahrgestell GM123 (für die Startrampe 2P24) bzw. GM124 (für die Raketenleitstation 1S32) montiert waren. Das Zielerfassungs- und Zuweisungsradar 1S12 (wie RBS-40, aber zusätzlich mit Telecodegerät 1S62 und dazu gehörendem Teleskop-Antennenmast vorne rechts, zum Datenaustausch mit 1S32), P-40 (E-Band), erweiterte Variante mit veränderten Geräten zur Zusammenarbeit mit Höhenfinder PRW-9B, wurde auf ein AT-T-Fahrgestell montiert, das als Zugmittel für schwere Artillerie konzipiert worden war. Damit konnte die 2K11 schnell verlegt werden, was bei den Vorgängersystemen, besonders bei der S-25, größeren Aufwand bedeutete. Nach der Einführung der ersten Variante (9M8M1; NATO: SA-4A) bei den Streitkräften im Jahr 1967 folgte 1973 die (9M8M2; NATO: SA-4B). Hier wurde die Fähigkeit zum Abfangen von Zielen auf kürzere Entfernungen auf Kosten der Maximalhöhe und -reichweite verbessert.

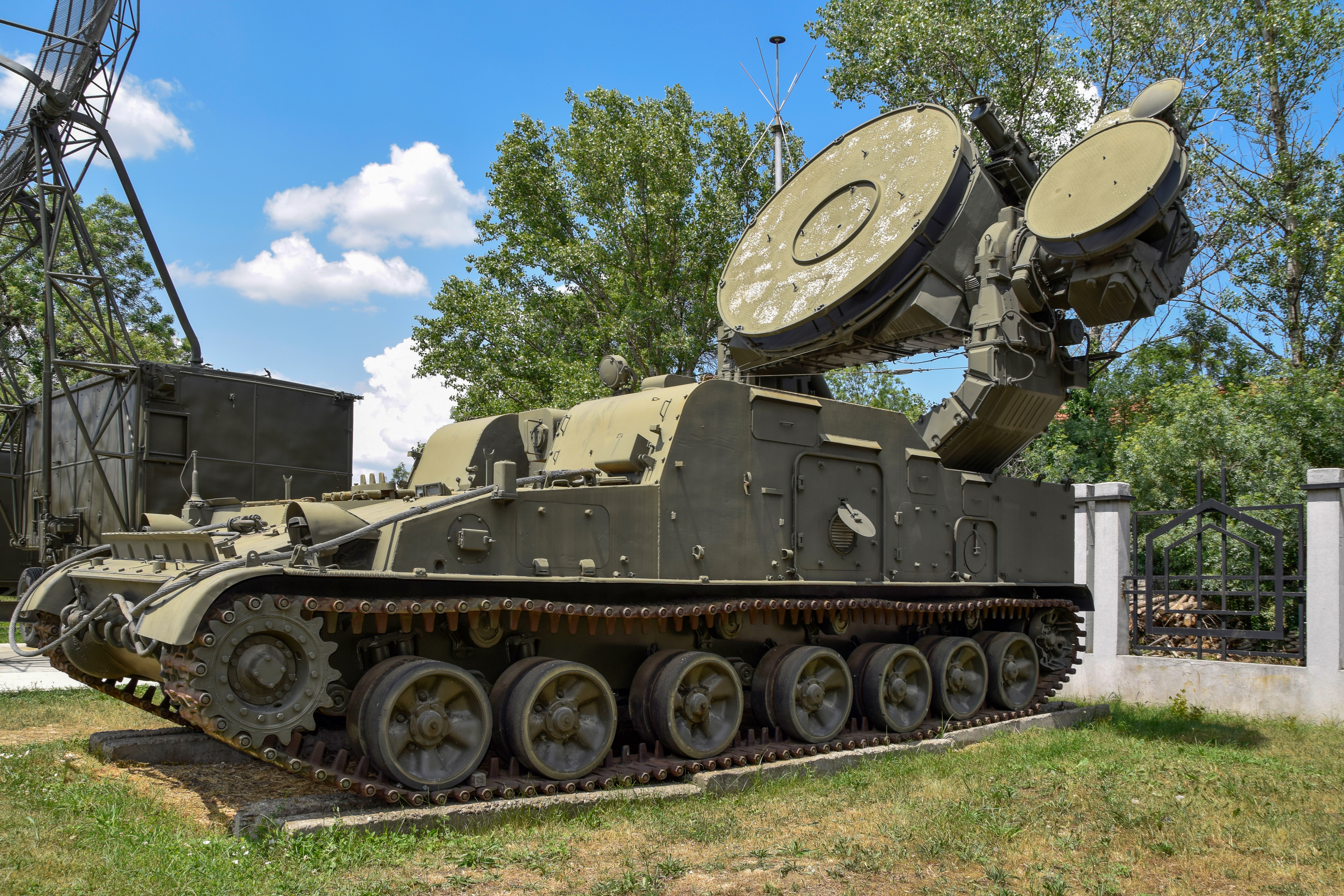
Raketenleitstation 1S32

Eine typische 2K11-Batterie bestand aus einer Raketenleitstation 1S32 (RLS), drei Startrampen 2P24 (SR) (TEL – Transporter-Erector-Launcher) mit jeweils zwei Fla-Raketen 3M8, sowie einem Transportladefahrzeug 2T6 (TLF). Dies war ein mit einem Spezialkran ausgestatteter Lkw vom Typ Ural-375D, der den Nachschub sowie das Be- und Entladen einer einzelnen Rakete im Zusammenwirken mit der Startrampe sicherte. Das Nachladen einer Startrampe mit zwei Raketen dauerte zwischen 10 und 15 Minuten, dazu waren allerdings zwei TLF notwendig.
Obwohl die 2K11 Krug in den 1960er-/1970er-Jahren als effektives Flugabwehrsystem galt, ist sie seit den späten 1980er-Jahre aufgrund der geringen Zielgenauigkeit der Raketen und der leichten Bekämpfbarkeit ihrer aktiven Radarstationen als veraltet zu betrachten. Bei der Sowjetarmee wurde die 2K11 durch das S-300W-System ersetzt.

## Technik

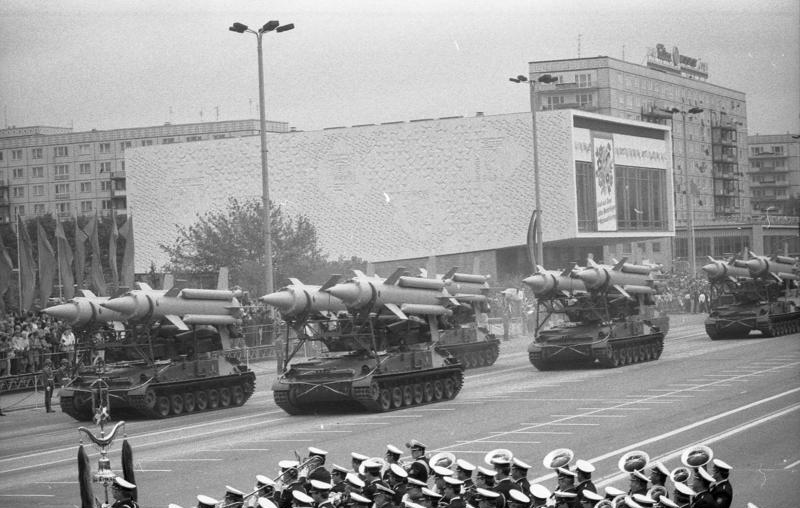
2K11 Krug der Nationalen Volksarmee während der Parade zum 39. Jahrestag der DDR-Gründung

Die 2K11 wurde als Flugabwehrsystem gegen Ziele in mittleren bis großen Höhen konzipiert, als Ergänzung zu den Mittelstreckensystemen 2K12 Kub und Kurzstreckensysteme wie 9K33 Osa. Die Raketen weisen eine Länge von 8,8 m (9M8M1) bzw. 8,3 m (9M8M2) auf. Die effektive Reichweite beträgt 8 bis 55 km. Feindliche Ziele können in Höhen von 100 m bis 27.000 m bekämpft werden (~24.000 Meter bei der b-Variante).
Die vier außen auf dem Raketenkörper montierten Starttriebwerke (Feststoffraketen) brennen etwa 15 Sekunden und beschleunigen die Rakete auf eine solche Geschwindigkeit, dass das Marschtriebwerk (luftatmender Ramjet-Motor) gestartet wird und konstant arbeitet. Das Marschtriebwerk beschleunigt die Rakete weiter auf eine Geschwindigkeit von bis zu 4 Mach, so dass diese sich von den umgebenden Starttriebwerken lösen kann. Dies erfolgt ungefähr in einer Entfernung von etwa 3,5 km. Im gleichen Moment wird die Steuerung der Rakete aktiviert und der Lenkprozess seitens der Raketenleitstation beginnt.
Der Sprengkopf wiegt 150 kg, davon entfallen 90 kg auf den Sprengstoff; er wird in etwa 300 m Entfernung nach dem Verlassen der Startrampe scharfgeschaltet. Der Sprengsatz ist mit etwa 15.000 auf Stoffbahnen aufgeklebten Stahlwürfeln (Kantenlänge 3–4 mm) umwickelt, die ein Netz bilden, dessen Knoten die Hülle eines Flugzeugs bei der hohen Geschwindigkeit mühelos durchschlagen. Eine Detonation im Abstand von 250 bis 300 m ist damit ausreichend zur Vernichtung beliebiger Luftziele.
Die Elektronik des Systems basierte größtenteils auf Elektronenröhren, weil sie weitgehend unempfindlich gegen einen elektromagnetischen Puls (EMP) sind.
Die Fahrzeuge besaßen ein auf einem Gyroskop basierendes System zur Ortsbestimmung. Der Navigationskreisel wurde an einem Ort mit bekannten Koordinaten gestartet und konnte über ein elektromechanisches System die Standortveränderung während der Fahrt berechnen.
Die Startrampen und die Raketenleitstation besaßen jeweils eine Gasturbine zur Stromversorgung, konnten aber auch über Kabel mit Fremdstrom aus einem mitgeführten Aggregat PES 100 versorgt werden.

## Steuerung
Die Rakete wird mit Hilfe einer Fernsteuerung von einer Raketenleitstation ins Ziel gelenkt. Das Long-Track-Radar kann hierfür Ziele in bis zu 300 km Entfernung und bis zu 30.000 Metern Höhe erfassen und Ziele in bis zu 150 km Entfernung den Stellungen zuweisen. Die vom Long-Track-Radar gesammelten Daten werden dann an die 2K11-Batterie geleitet, wo das „Pat-Hand“-Feuerleitradar (H-Band) übernimmt. Das Radar kann Ziele auf bis zu ~125 km Entfernung aufschalten. Der Start einer Rakete erfolgt jedoch erst bei Entfernungen von maximal 80 bis 90 km. Die Raketenleitstation verfolgt dabei per Radar das Ziel und gleichzeitig die Rakete.
In der Rakete befindet sich für den Kontakt mit der Leitstation ein Antwortsender. Die von der Raketenleitstation errechneten Lenkkommandos werden an die Rakete per impulskodierten Funkkommandos übertragen und führen die Rakete in die Nähe des Ziels. Nach etwa 2/3 der berechneten Entfernung zum Ziel wird der Funkzünder in der Rakete von der Raketenleitstation scharfgeschaltet. Dieser aktiv abstrahlende Funkzünder registriert reflektierte Impulse und bringt den Gefechtskopf zur Detonation. Die Abstrahl- und Empfangsrichtung des Funkzünders kann von der Bodenstation in Abhängigkeit von der Annäherungsgeschwindigkeit an das Ziel geändert werden.
Zusätzliche Zielinformationen können auch mittels Funkhöhenmesser übermittelt werden, der auf einem Lkw/Anhänger montiert ist und Höheninformationen bei Entfernungen von bis zu 240 km ermitteln kann. Zur Radarerfassung wurde ein elektrooptisches Zielerfassungssystem hinzugefügt, das den (eingeschränkten) Einsatz der Raketen auch unter schweren ECM-Störungen gewährleisten soll.

## Varianten
- 2K11 Krug: Initialversion aus dem Jahr 1965 mit 3M8-Lenkflugkörper[2]
- 2K11A Krug-A: Version aus dem Jahr 1967 mit 3M8M1-Lenkflugkörper[2]
- 2K11M Krug-M: Version aus dem Jahr 1971 mit 3M8M2-Lenkflugkörper[1]
- 2K11M1 Krug-M1: Version aus dem Jahr 1974 mit 3M8M3-Lenkflugkörper[1]

## Startaufbau
Die Startlafette kann um 45° vertikal und 360° horizontal geschwenkt werden. Die Besatzung findet in der Vorderseite (Fahrer) sowie seitlich des Drehkreuzes Platz. Das Starterfahrzeug ist zudem mit einem Luftfilter und einem Überdrucksystem ausgestattet, welche die Besatzung gegen ABC-Einwirkungen schützen, hat jedoch keine amphibischen Fähigkeiten. Zusätzlich kann noch ein Infrarot-Nachtsichtgerät von Fahrer und Kommandant genutzt werden.
Die Rampe musste manuell von den Besatzungsmitgliedern startbereit gemacht werden; dazu musste das Fahrzeug verlassen werden, was bei ABC-Waffeneinsatz problematisch wäre:
- Entfernen der Schutzplanen, welche über die Raketen gezogen sind
- Einschlagen einer Erdungsstange und Verlegen einer Telefonleitung zur Leitstation
- Öffnen und Umklappen der Transportsicherung (diese fixierte sowohl die Raketen als auch die Lafette)
- Entfernen einer Abdeckung am Heck der Rakete und Herankurbeln eines Steckverbinders der Rakete
- Aufstecken der beim Transport demontierten Leitflächen und Ruder
- Hochfahren der Gasturbine zur Stromversorgung
- Durchführen eines Vorstarttests

## 2K11Krugim Einsatz bei der NVA

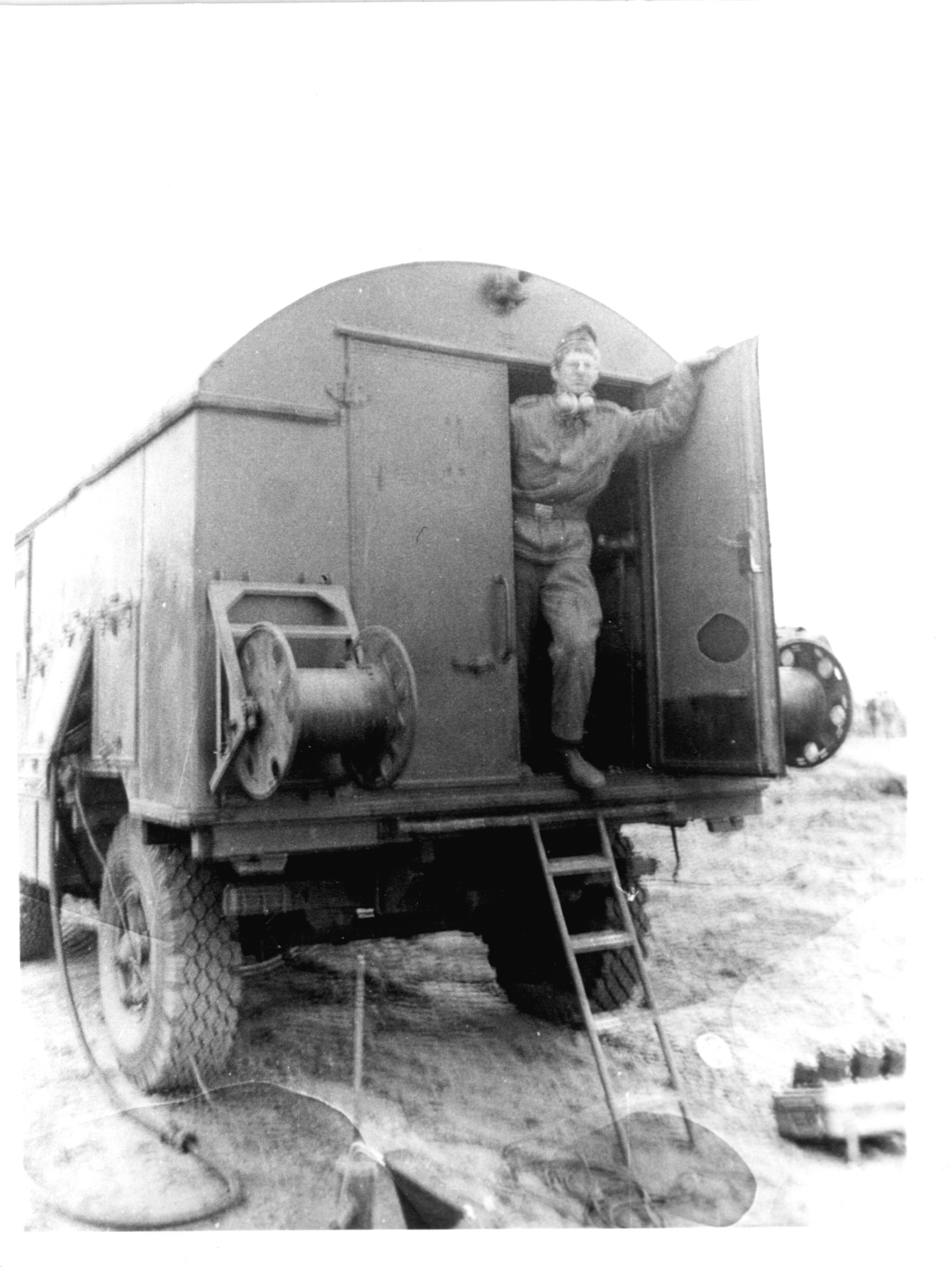
Stromaggregat PES 100 der NVA, die beiden Rollen am Heck dienen der Aufnahme von Zuleitungen zu den Fahrzeugen der Raketenbatterie, der Anschluss erfolgt in der offenen Klappe links

### Besatzung einer 2P24
Die Besatzung bestand in der NVA aus
- Kommandant (Berufsoffizier, Berufsunteroffizier oder Offizier auf Zeit)
- Obermechaniker (Unteroffizier auf Zeit, einer der drei Mechaniker der Batterie bediente den Stromerzeuger PES 100 mit)
- Fahrer (Unteroffizier auf Zeit)

### Besatzung der 1S32
Die Besatzung der Raketenleitstation 1S32 bestand aus:
- Stationsleiter (Berufsoffizier: Stellvertreter des Batteriechefs und Führungszugführer)
- Oberfunkorter1 für Winkelkoordinaten (Unteroffizier auf Zeit)
- Oberfunkorter2 für Entfernung (Unteroffizier auf Zeit)
- Basisfahrer (Unteroffizier auf Zeit)

| \| Ashuluk \| |
| Ashuluk       |

Die halbjährige Ausbildung der Besatzungen erfolgte in der DDR in Zingst im Fla-Raketen-Ausbildungszentrum 40 (FRAZ 40) auf dem Darß. In etwa zweijährigen Abständen wurden Schießübungen mit scharfen Raketen auf Zielflugkörper auf einem Schießplatz (russisch: Polygon) namens Ashuluk in der Oblast Astrachan durchgeführt.
Der Schießplatz erstreckte sich von der RSFSR in die Kasachische SSR. Die Stellungen, aus denen geschossen wurde, befanden sich im Westen, also in der RSFSR.

### Standorte
Standorte von 2K11-Regimentern der Truppenluftabwehr der NVA waren Hohenmölsen (Fla-Raketenregiment 3 FRR-3) in Sachsen-Anhalt und Basepohl bei Stavenhagen (Fla-Raketenregiment 5 FRR-5) in Mecklenburg-Vorpommern.

## Nutzerstaaten
- Aserbaidschan – 2 Batterien aus russischen Beständen
- Armenien – 9 Systeme und 349 Lenkwaffen aus russischen Beständen
- Bulgarien – 9 Systeme und 150 Lenkwaffen
- Deutsche Demokratische Republik – 18 Systeme und 350 Lenkwaffen
- Kasachstan – unbekannte Anzahl
- Polen – 9 Systeme und 150 Lenkwaffen
- Sowjetunion – unbekannte Anzahl
- Tschechoslowakei – 9 Systeme und 150 Lenkwaffen
- Turkmenistan – 2 Batterien aus russischen Beständen
- Ukraine – unbekannte Anzahl
- Ungarn – 6 Systeme und 120 Lenkwaffen

Quellen: